# Leila Lassouani
Leila Françoise Lassouani, née le 29 juillet 1977, est une haltérophile franco-algérienne.
Elle participe aux Jeux olympiques d'été de 2000 (14e en moins de 58 kg), aux Jeux olympiques d'été de 2004 (7e en moins de 63 kg) et aux Jeux olympiques d'été de 2008 (éliminée après l'arraché) sous les couleurs de l'Algérie.
Elle est sacrée championne d'Afrique en 2004 en 2008 dans la catégorie des moins de 63 kg.
Elle remporte trois médailles d'or en moins de 63 kg aux Jeux panarabes de 2004 à Alger.
Elle est médaillée d'or aux Jeux africains de 2007 dans la catégorie des moins de 69 kg.
Elle participe aux  Championnats d'Europe d'haltérophilie 2010 sous les couleurs de la France, terminant 8e dans la catégorie des moins de 63 kg.

## Palmarès
| Date | Compétition            | Lieu     | Résultat | Épreuve              | Performance |
| ---- | ---------------------- | -------- | -------- | -------------------- | ----------- |
| 2000 | Jeux olympiques        | Sydney   | 14e      | Total (58 kg )       | 142,5 kg    |
| 2002 | Championnats du monde  | Varsovie | 9e       | Arraché (63 kg )     | 85,0 kg     |
| 2002 | Championnats du monde  | Varsovie | 4e       | Épaulé-jeté (63 kg ) | 120.0 kg    |
| 2002 | Championnats du monde  | Varsovie | 7e       | Total (63 kg )       | 205.0 kg    |
| 2004 | Championne d'Afrique   | Tunis    | 1er      | Épaulé-jeté (63 kg ) | 127,5 kg    |
| 2004 | Championne d'Afrique   | Tunis    | 2e       | Arraché (63 kg )     | 97,5 kg     |
| 2004 | Championne d'Afrique   | Tunis    | 1er      | Total (63 kg )       | 225 kg      |
| 2004 | Jeux olympiques        | Athènes  | 7e       | Total (63 kg )       | 200,0 kg    |
| 2005 | Jeux méditerranéens    | Almería  | 1er      | Épaulé-jeté (63 kg)  | 117 kg      |
| 2005 | Jeux méditerranéens    | Almería  | 2e       | Arraché (63 kg )     | 87 kg       |
| 2008 | Championnats d'Afrique | Strand   | 1er      | Épaulé-jeté (63 kg ) | 105 kg      |
| 2008 | Championnats d'Afrique | Strand   | 2e       | Arraché (63 kg )     | 80 kg       |
| 2008 | Championnats d'Afrique | Strand   | 1er      | Total (63 kg )       | 180 kg      |
| 2008 | Jeux olympiques        | Pékin    | —        | Total (63 kg )       | —           |